# Dátil Piarom

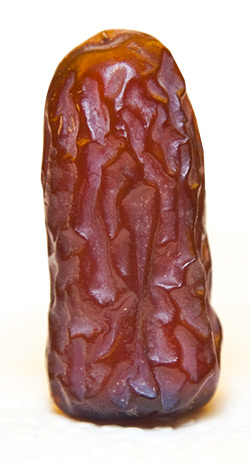
Piarom Fecha

El dátil Piarom es una variedad de dátil grande, semiseco (H ~15%), de piel delgada y color marrón miel oscuro. El cultivo del dátil Piarom se da en la región de Hajjiabad, Hormozgán, en el sur de Irán. A pesar de que es dulce como una golosina, es una variedad de dátil con poca cantidad de azúcar.
Las palmeras datileras Piarom crecen exclusivamente en las áreas montañosas y cuencas de la región de Hajji Abad. En este lugar se suelen cosechar en otoño (octubre-noviembre).
Este dátil puede usarse como ingrediente para cocinar en pasteles, mermeladas, jugos... o solo como aperitivo. En este caso es muy típico retirar el hueso interior y rellenarlo en su lugar con pistacho u otras nueces.